# Бруксвілл (Міссісіпі)
Бруксвілл (англ. Brooksville) — місто (англ. town) в США, в окрузі Ноксабі штату Міссісіпі. Населення — 915 осіб (2020).

## Географія
Бруксвілл розташований за координатами 33°14′12″ пн. ш. 88°34′41″ зх. д. / 33.23667° пн. ш. 88.57806° зх. д. (33.236700, -88.578140).  За даними Бюро перепису населення США в 2010 році місто мало площу 4,11 км², уся площа — суходіл.

## Демографія
Згідно з переписом 2010 року, у місті мешкали 1223 особи в 467 домогосподарствах у складі 312 родин. Густота населення становила 297 осіб/км².  Було 528 помешкань (128/км²).
Расовий склад населення:
| - 82,5 % — чорних або афроамериканців - 15,9 % — білих - 0,1 % — корінних американців - 0,1 % — азіатів |

До двох чи більше рас належало 1,2 %. Частка іспаномовних становила 1,0 % від усіх жителів.
За віковим діапазоном населення розподілялося таким чином: 28,7 % — особи молодші 18 років, 60,1 % — особи у віці 18—64 років, 11,2 % — особи у віці 65 років та старші. Медіана віку мешканця становила 33,3 року. На 100 осіб жіночої статі у місті припадало 83,6 чоловіків;  на 100 жінок у віці від 18 років та старших — 76,5 чоловіків також старших 18 років.
Середній дохід на одне домашнє господарство  становив 27 952 долари США (медіана — 16 813), а середній дохід на одну сім'ю — 34 594 долари (медіана — 24 018). За межею бідності перебувало 48,9 % осіб, у тому числі 69,1 % дітей у віці до 18 років та 23,1 % осіб у віці 65 років та старших.
Цивільне працевлаштоване населення становило 251 осіб. Основні галузі зайнятості: освіта, охорона здоров'я та соціальна допомога — 27,9 %, роздрібна торгівля — 17,1 %, мистецтво, розваги та відпочинок — 15,1 %.